# Head (유닉스)
head는 유닉스 및 유닉스 계열 운영 체제 하에서 사용되는 컴퓨터 프로그램으로 파일이나 데이터의 처음 몇 줄을 보여 주는 명령어이다. 기본적인 용례는 아래와 같다:
```
head [options] 
<
file_name
>
```

head 명령어는 아무 옵션 없이 사용될 경우, 입력된 데이터의 처음 10개 행만을 출력할 것이다. 출력되는 행의 개수는 명령행 옵션으로 변경될 수 있다. 아래에 따르는 예가 filename의 처음 20개 행을 출력하여 보여줄 것이다. :
```
head -n 20 
filename
```

아래와 같은 명령은 foo로 시작하는 모든 파일의 처음 5 행을 출력하여 보여 준다. :
```
head -n 5 
foo*
```

몇몇 버전에서는 n을 생략하고 -5와 같이 숫자만 입력해도 같은 기능을 수행하게 되어 있다.

## Flags
```
-c <x number of bytes> 첫 x만큼의 바이트를 복사하시오
```

## 기타
유닉스의 많은 초기 버전들은 이 명령어를 가지고 있지 않았기 때문에, sed로 이와 같은 일을 하였다. :
```
sed 5q 
foo
```

이것은 foo라는 파일의 5줄을 출력하고, 끝내라(q)는 뜻이다.

## 같이 보기
- tail